# Fred Heineman

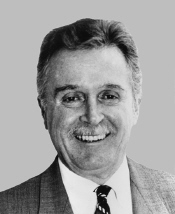
Fred Heineman (1995)

Frederick K. „Fred“ Heineman (* 28. Dezember 1929 in New York City, New York; † 20. März 2010 in Raleigh, North Carolina) war ein US-amerikanischer Politiker. Zwischen 1995 und 1997 vertrat er den Bundesstaat North Carolina im US-Repräsentantenhaus.

## Werdegang
Fred Heineman besuchte die Mt. St. Michael High School und danach verschiedene Colleges in seiner Heimat. Außerdem studierte er zwischenzeitlich an der University of Bridgeport. Zwischen 1951 und 1954 war er während des Koreakrieges Soldat im United States Marine Corps; von 1955 bis 1979 war er in New York im Polizeidienst tätig. Danach zog er nach Raleigh in North Carolina, wo er zwischen 1979 und 1994 Polizeichef war.
Politisch war Heineman Mitglied der Republikanischen Partei. Bei den Kongresswahlen des Jahres 1994 wurde er im vierten Wahlbezirk von North Carolina in das US-Repräsentantenhaus in Washington, D.C. gewählt, wo er am 3. Januar 1995 die Nachfolge von David Price antrat, den er bei den Wahlen geschlagen hatte. Da er im Jahr 1996 wieder gegen Price verlor, konnte er bis zum 3. Januar 1997 nur eine  Legislaturperiode im Kongress absolvieren.
Nach seinem Ausscheiden aus dem US-Repräsentantenhaus zog sich Heineman aus der Politik zurück. Er starb am 20. März 2010 in seinem Haus in Raleigh eines natürlichen Todes. Sein Spitzname lautete „The Chief“.